# Josué Montello
Josué Montello (* 21. August 1917 in São Luís; † 15. März 2006 in Rio de Janeiro) war ein brasilianischer Journalist, Theaterwissenschaftler und Schriftsteller.
Montello war Direktor der Brasilianischen Nationalbibliothek sowie des Serviço Nacional de Teatro; er schrieb für die Zeitschriften Manchete und das Jornal do Brasil und arbeitete für die Regierung von Juscelino Kubitschek. Von 1954 bis zu seinem Tod besetzte er die cadeira 29 der Academia Brasileira de Letras. Von 1972 bis 1973 war Montello Rektor der Bundesuniversität von Maranhão. Zu seinen bekanntesten Werken gehören Os tambores de São Luís (1965) und die Trilogie Duas vezes perdida (1966), Glorinha (1977) und Perto da meia-noite (1985).